# Kanada i olympiska sommarspelen 1964
Kanada deltog med 115 deltagare vid de olympiska sommarspelen 1964 i Tokyo. Totalt vann de en guldmedalj, två silvermedaljer och en bronsmedalj.

## Medaljer

### Guld
- George Hungerford och Roger Jackson - Rodd, tvåa utan styrman.

### Silver
- Bill Crothers - Friidrott, 800 meter.
- Doug Rogers - Judo, tungvikt.

### Brons
- Harry Jerome - Friidrott, 100 meter.